# Segata Sanshiro
Segata Sanshirō (せがた三四郎) est un héros créé par la société de jeux vidéo Sega et l'agence publicitaire japonaise This is COOL pour des spots publicitaires concernant leur console Saturn, diffusés au Japon en 1997 et 1998. Segata Sanshiro est interprété par Hiroshi Fujioka. Le nom Segata Sanshiro provient du nom d'un judoka légendaire, tiré du film La Légende du grand judo d'Akira Kurosawa, Sugata Sanshiro.

## Description
Segata Sanshiro est un maître judoka qui punit tous ceux ne jouant pas à la Sega Saturn. Phonétiquement, son nom ressemble à l'expression « Sega Saturn Shiro » (セガサターンしろ, sega satān shiro), qui peut se traduire par « Vous devez jouer à la Sega Saturn ! » mais aussi par « Sega Saturn blanche (白, shiro) », en référence au nouveau coloris de la version japonaise de la console, qui devient blanche au lieu de grise.
Sanshiro vit tel un ermite, au sommet d'une haute montagne, dévouant tout son être à s'entraîner à jouer à la Sega Saturn. Il met tous les jours sa force physique à l'épreuve en transportant une énorme (et très lourde) console Sega Saturn sur son dos et en s'entraînant à frapper sur les boutons de la manette de la Sega Saturn géante. Mais il met aussi sa force mentale à l'épreuve, en cassant des piles de briques avec la tête. Cet intense entraînement lui a permis d'acquérir le pouvoir de faire exploser ses ennemis. Sanshiro va très souvent en ville, afin de voir s'il y des personnes ne jouant pas à la Sega Saturn, et leur donner une leçon le cas échéant. Sanshiro est un homme doté d'une grande force spirituelle, et pour lui, jouer aux jeux vidéo est l'activité la plus enrichissante qui existe.
Ce personnage devint très connu au Japon. Il contribua grandement au succès de la Saturn sur ce territoire. Lorsque le CD comportant la musique de ses spots publicitaires sortit, il se vendit plus de 100 000 copies.
Vers la fin de la Saturn et à l'aube de la Dreamcast, Sanshiro fit une dernière apparition, dans un spot publicitaire où un missile est lancé contre le quartier général de Sega à Tokyo. Sanshiro bondit du bâtiment pour atterrir sur le missile, accroché dans les airs à celui-ci, le détournant et chantant une dernière fois « Sega Saturn Shiro!! » avant de périr dans l'explosion du missile. Le narrateur dit ensuite que « Segata Sanshiro sera toujours dans votre cœur ». S'ensuit une présentation du jeu Segata Sanshirō Shinken Yūgi.
Segata fait une apparition caméo dans Sonic and All-Stars Racing Transformed dans le circuit Course AGES, il apparaît en l'air chevauchant un missile quand le joueur commence son dernier tour.
En 2020, pour commémorer le 60ème anniversaire de la marque SEGA, Segata Sanshiro fait une nouvelle apparition dans les spots de la marque, où il affronte, déguisé sous le personnage de "Sega Hatan Shiro", le personnage de Sega Shiro, qui n'est autre que son fils. L'interprète de Sega Shiro est le fils aîné d'Hiroshi Fujioka, Maito Fujioka.

## Retentissement
Vite devenu très populaire (et ayant d'ailleurs contribué au succès de la console au Japon), le personnage de Segata Sanshiro a donné naissance à un jeu sur Saturn, Segata Sanshirō Shinken Yūgi, où le joueur est confronté à divers mini-jeux concernant le héros. Un jeu PC est également sorti.
La chanson diffusée en fond sonore dans chaque pub a également donné naissance à un CD (de trois pistes : l'original, l'instrumental et une version chantée par Fujioka Hiroshi en personne) et à un clip reprenant des images des publicités.
Le personnage fera partie du casting dans le jeu Project X Zone 2: Brave New World qui est sorti en 2016 sur Nintendo 3DS.